# 김흥수 (스키점프 선수)
김흥수(金興洙, 1980년 10월 4일~)는 대한민국의 스키점프 선수, 지도자이다.

## 생애와 경력
전라북도 무주군 출신으로 설천초등학교, 설천중학교, 무주고등학교, 한국체육대학교를 졸업했다. 무주고 2학년 때인 1998년에 일본 나가노시에서 열린 1998년 동계 올림픽 스키점프 종목에 참가하였다. 이 대회는 대한민국 선수가 올림픽 스키점프에 처음으로 참가한 대회이며, 노멀힐에서 61위, 라지힐에서 62위를 기록했다.
1999년 1월에는 슬로바키아의 포프라트에서 열린 1999년 동계 유니버시아드에 참가하여 노멀힐 16위를 기록했다. 그해 9월에는 일본 나가노시의 하쿠바촌에서 열린 그랑프리에서 최흥철, 최용직, 김현기와 함께 라지힐 단체전에 출전하여 11위를 기록했다. 이 대회 이후 국제 대회에 출전하지 않다가 2001년 2월에 폴란드 자코파네에서 열린 동계 유니버시아드에 대한민국 국가대표로 참가, 노멀힐 단체전에서 최흥철, 최용직, 김현기와 함께 슬로베니아 팀의 뒤를 이어 2위로 은메달을 획득했다. 이는 김흥수의 유일한 국제 대회 메달이다. 2002년 8월에는 독일의 오버슈트도르프에서 열린 컨티넨탈컵 라지힐 단체전에 강칠구, 최용직, 김현기와 함께 출전하여 12위를 기록했다.
2003년 1월에는 이탈리아의 타르비시오에서 열린 2003년 동계 유니버시아드에서는 노멀힐 36위, 라지힐 35위에 올랐다. 이후 군 입대로 인해 선수 생활을 마쳤으며, 2007년에 요헨 다네베르크의 뒤를 이어 대한민국 스키점프 대표팀 감독이 되었다. 그는 2012년에 후임인 볼프강 하르트만으로 교체될 때까지 감독으로 일했으며, 2016년에 2018년 동계 올림픽 스키 점프 종목 스포츠 매니저로 부임하였다. 이후에도 코치로 활약하여 시정헌, 조성우 등의 스키점프 선수를 육성했다.